# Victoriocambala buffalensis
Victoriocambala buffalensis är en mångfotingart som beskrevs av Karl Wilhelm Verhoeff 1944. Victoriocambala buffalensis ingår i släktet Victoriocambala och familjen Iulomorphidae. Inga underarter finns listade i Catalogue of Life.